# فورت كامبل
فورت كامبل (بالإنجليزية: Fort Campbell)‏ عبارة عن منشأة تابعة لجيش الولايات المتحدة تقع على طول حدود كنتاكي-تينيسي بين هوبكينزفيل، كنتاكي وكلاركسفيل، تينيسي (العنوان البريدي يقع في كنتاكي).